# Zarim Mushlamim
Zarim Mushlamim (v originále זרים מושלמים [zarim mušlamim], tj. Dokonalí cizinci) je izraelský hraný film z roku 2021, který režíroval Lior Ashkenazi podle italského filmu Naprostí cizinci z roku 2016.

## Děj
Sedm přátel se schází na večeři. Během konverzace u stolu hostitel večera nabídne, aby si zahráli hru: mobilní zařízení všech se položí uprostřed stolu a všechny zprávy, e-maily a konverzace všech budou zveřejněny ostatním. Hra postupně nabírá ostřejší a temnější obrátky, jak se začínají odhalovat tajemství jejích účastníků.

## Obsazení
| Hanan Savyon  | Yoram   |
| Rotem Abuhab  | Revital |
| Yossi Marshek | Ilan    |
| Moran Atias   | Keren   |
| Guy Amir      | Shlomi  |
| Shira Naor    | Talia   |
| Avi Grainik   | Shemesh |
| Ben Itin      | Yahali  |
| Alona Zimberg | Romi    |
| Liron Dahan   | voják   |